# Beekman
Beekman – miasto w Stanach Zjednoczonych, w stanie Nowy Jork, w hrabstwie Dutchess.